# El cumpleaños de Juan Ángel
El cumpleaños de Juan Ángel es una novela del escritor uruguayo, Mario Benedetti, escrita en el año 1970 y publicada al año siguiente, cuya particularidad es que está escrita en verso. 

## Estructura narrativa
Toda la novela está escrita en verso y sin puntuaciones, por lo que el lector tiene variadas interpretaciones de la obra. El narrador es el personaje principal, Osvaldo Puente- después Juan Ángel-, quien habla en primera persona. Sin embargo, al no existir puntuaciones, a momentos se vuelve impreciso si el personaje está hablando, pensando o si quien habla en determinados momentos no es Osvaldo.

## Argumento
La novela se desarrolla en Uruguay y relata la historia de Osvaldo Puente, un niño montevideano perteneciente a la clase media de Uruguay, quien cuenta su historia y sentimientos el día de su cumpleaños cuando apenas cumplía "ocho agostos". Toda su historia, desde que tiene ocho años hasta que se une a la guerrilla cuando ya es adulto, transcurre ese día, el día de su cumpleaños. De esta manera, aunque cambien los personajes, los lugares y sentimientos, el día es el mismo: su cumpleaños. Así, cuando avanzan las páginas y transcurren las horas de esa única jornada, el personaje cumple años y se desenvuelve en la cotidianidad. Como en la mayoría de las novelas de Mario Benedetti, los acontecimientos políticos del país están presentes en la novela, por esta razón, el personaje termina uniéndose como militante en la guerrilla urbana, cambiando su nombre a Juan Ángel cuando es reclutado.

## Fragmentos
"por qué será que el cariño se rodea de
fosforescencias inútiles
sin embargo hay que admitir que estos besos
me hacen justicia
tiernos y discontinuos besos con gusto a
tanjarina
en cierto modo me siento como un precoz
profesional de la dicha
aprovechate osvaldo que el rencor se acerca
como un oleaje
la tristeza como una nube de mejillas negras
la hipocresía como una campana venenosa
la soledad como la soledad
y basta.
habrá paredes en abundancia para golpear mi
incipiente ceño
barro en cantidad suficiente para enterrar mis
pies
sagrada podredumbre para inhalar mi
desmayo
amplio mundo para llorar qué carajo
pero mientras tanto profesionalizo mi felicidad." (pág. 12-13)